# Flughafen Tiflis

i8
i11
i13
Der Internationale Flughafen Tiflis (englisch Tbilisi International Airport, georgisch თბილისის შოთა რუსთაველის სახელობის საერთაშორისო აეროპორტი -tbilisis Shota Rustavelis sachelobis saertaschoriso aeroporti, IATA-Code: TBS, ICAO-Code: UGTB) ist der größte Verkehrsflughafen in Georgien. Er liegt 20 Kilometer östlich der Innenstadt von Tiflis in Lotschini.

## Fluggesellschaften und Ziele
Im Jahr 2018 wurde der Flughafen von deutschsprachigen Ländern angeflogen: Lufthansa fliegt täglich ab München und Georgian Airways ab Wien, Berlin und Köln. Ab 29. März 2020 wollte Ryanair außerdem eine Verbindung zum Flughafen Köln/Bonn aufnehmen. Zudem sind von Deutschland aus Umsteigeverbindungen mit Pegasus Airlines über Istanbul Sabiha Gökcen und mit Turkish Airlines über den Flughafen Istanbul möglich. Air Baltic bietet ferner Flüge über Riga an. Daneben gibt es Verbindungen zu 33 Ländern und 42 Städten in Westeuropa, dem Nahen Osten und innerhalb der Kaukasus-Region. Tiflis ist der Heimatflughafen der Fluggesellschaften Georgian Airways und MyWay Airlines.

## Anfahrt
Der Flughafen und die Stadt werden durch die sechsspurige George-W.-Bush-Autobahn und eine vierspurige Zufahrtsstraße verbunden. Am Flughafen stehen rund 1000 Parkplätze vor dem Flughafengebäude zur Verfügung. Auch per Bus ist der Flughafen zu erreichen; der Flughafen ist vom Busbahnhof vor dem Hauptbahnhof in Tiflis aus mit der tagsüber regelmäßig verkehrenden Linie 337 der städtischen öffentlichen Busse zu erreichen.
Der Flughafen ist zudem an das Netz der Georgischen Eisenbahn angeschlossen. Aktuell wird der Bahnhof jedoch nicht von Zügen angefahren. Es verkehrten einmal acht Züge je Tag und Richtung zwischen dem Terminalgebäude und dem Zentralbahnhof von Tiflis.

## Ausbau

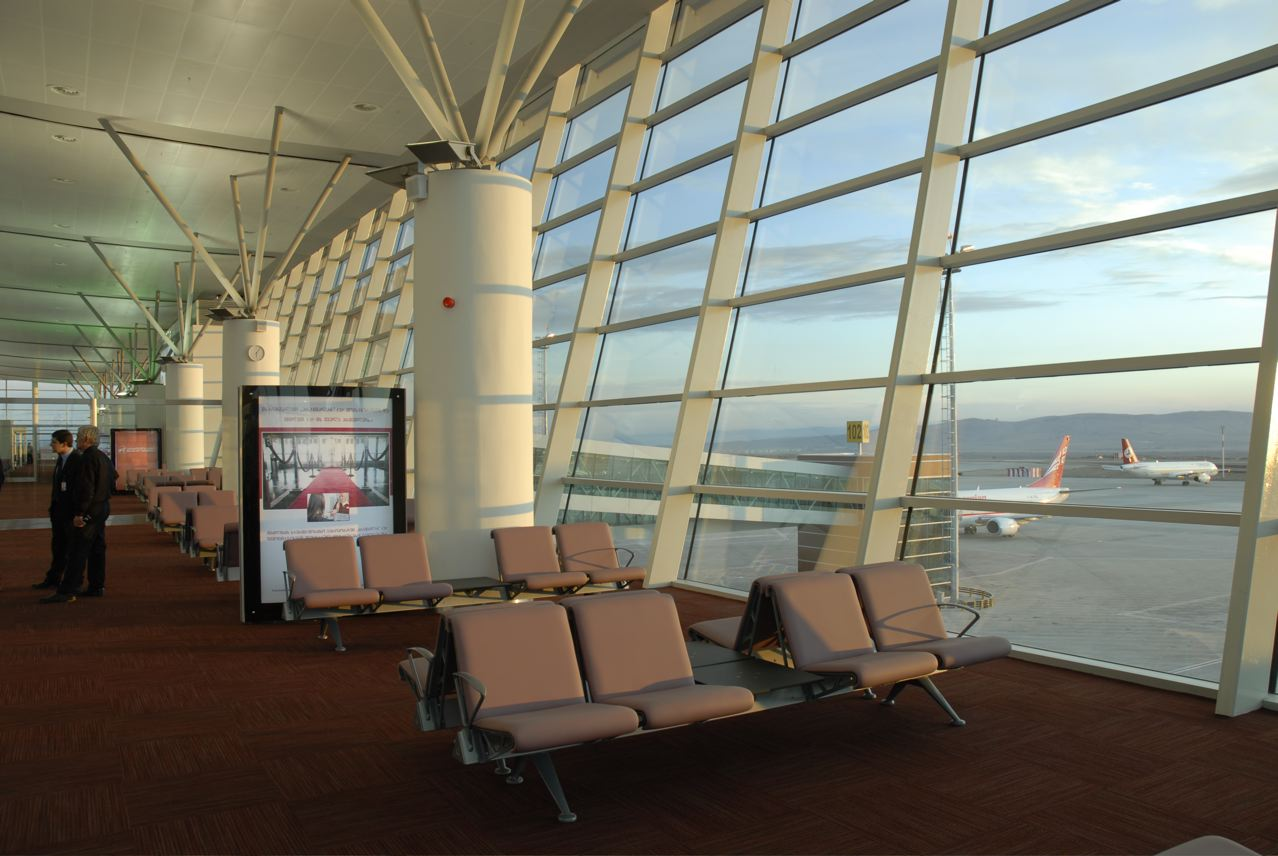
Gatebereich des Terminals

Der Flughafen wurde 2006 umgebaut und modernisiert. Er erhielt zugleich einen neuen Betreiber, das türkische Unternehmen TAV Airports Holding Co., das auch den Flughafen Istanbul-Atatürk verwaltet. Es errichtete einen neuen Terminal mit 24.000 m² Nutzfläche, 24 Check-in-Schaltern und angeschlossenem Parkhaus, erweiterte das Vorfeld sowie die Start- und Landebahnen und bekam dafür auf 15 Jahre die Betreiberrechte.
Seit dem Umbau können auch Flugzeuge von der Größe eines Airbus A330 oder A340 bedient und bis zu 2000 Passagiere pro Stunde abgefertigt werden. Die Investitionen beliefen sich auf rund 62 Millionen US-Dollar. Die Europäische Bank für Wiederaufbau und Entwicklung gewährte einen Kredit über 27 Millionen US-Dollar.
Der Umbau war notwendig geworden, nachdem die baulichen Kapazitäten des Flughafens mit dem Passagieraufkommen nicht mehr hatten mithalten können. Es wuchs 2005 gegenüber dem Vorjahr um 39 %, 2004 gegenüber dem Vorjahr um 28 %. 
Bis 2005 gab es nur ein kleines, 1995 errichtetes Abfertigungsgebäude und vier Vorfelder mit 60 Standplätzen für Flugzeuge. Für Maschinen des Typs Iljuschin Il-86 und Boeing 747 war der Flughafen verboten. Für die Landung der Air Force One des US-amerikanischen Präsidenten im Mai 2005 wurde eine Ausnahmegenehmigung erteilt.

## Statistik
Das Passagieraufkommen hat sich zwischen 2009 und 2013 mehr als verdoppelt.
| Jahr | Anzahl Passagiere | Unterschied zum Vorjahr |
| ---- | ----------------- | ----------------------- |
| 2005 | 547.150           |                         |
| 2006 | 567.402           | ▲ 3,7 %                 |
| 2007 | 615.873           | ▲ 8,5 %                 |
| 2008 | 714.976           | ▲ 16,1 %                |
| 2009 | 702.916           | ▼ 1,7 %                 |
| 2010 | 822.772           | ▲ 17,1 %                |
| 2011 | 1.058.679         | ▲ 28,7 %                |
| 2012 | 1.219.175         | ▲ 15,2 %                |
| 2013 | 1.436.046         | ▲ 17,8 %                |
| 2014 | 1.575.386         | ▲ 9,7 %                 |
| 2015 | 1.847.111         | ▲ 17,2 %                |
| 2016 | 2.252.642         | ▲ 21,9 %                |
| 2017 | 3.164.139         | ▲ 40,5 %                |
| 2018 | 3.808.619         | ▲ 20,4 %                |
| 2019 | 3.692.202         | ▼ 3,1 %                 |